# チェルシー (漫画)
『チェルシー』は、シバユウスケによる日本の4コマ漫画作品。『まんがタイムきららキャラット』（芳文社）にて2008年10月号より2010年10月号まで連載された。

## あらすじ
吉水ユキは元気一杯のお騒がせ女子高生。ある日、友人3人と漫才カルテット「チェルシー」を結成して学園祭でライブをやろうと思いつくが…?

## 登場人物

### メイン・キャラクター
吉水 優季（ヨシミズ ユキ）
本作の主人公。私立絹陽学園高等学校2年生（普通科）。
明るく活発な女子高生だが、やや暴走気味で空気を読まない。
学業成績はあまり芳しいものではない。
漫才カルテット「チェルシー」の発起人でありリーダー（自称）。チェルシーのネタは主に彼女が考えている。
なおチェルシーの由来は彼女がたまたま着ていたTシャツの柄から来ている。
国府田 幸（コウダ サチ）
ユキの友人で漫才カルテット「チェルシー」の一員。黒髪ロング。
ノンビリした性格であり、天然ボケの気がある。
ユキと同じく勉強はあまり得意ではない。
菜ノ花 悠宇（ナノハナ ユウ）
ユキの友人で漫才カルテット「チェルシー」の一員。眼鏡をかけている。
メンバーの中では常識人でありツッコミ役を担当している。
理数科から普通科に移ってきたため、他の3人と知り合ったのは今年になってからである。
もと理数科だけあって数学だけならシノブの成績を上回る。
新妻 詩信（ニイヅマ シノブ）
ユキの友人で漫才カルテット「チェルシー」の一員。金髪ショート（作者曰くいわゆる“聖子ちゃんカット”）。小柄ながら巨乳である。
メンバー中もっとも大人しい真面目な性格ゆえ専ら振り回され役だが、演技は上手い。
兄弟姉妹がたくさんいるため、小遣いぐらいは自分で稼ごうと放課後は喫茶店でウェイトレスをしている。
学力は4人の中で最も高い。

### サブ・キャラクター
新巻 楓（アラマキ カエデ）
漫才コンビ「ロッキン雅」の片割れ。藤林高校2年生。
何かにつけてチェルシー（特にユキ）に突っかかってくる良きライバル。
不良っぽいイメージに反して学力はかなり高い。
北村 歌子（キタムラ ウタコ）
漫才コンビ「ロッキン雅」の片割れ。藤林高校2年生。頭頂部の髪を真上に縛っている。
楓よりは態度がマイルド。
柊 美香（ヒイラギ ミカ）
ピン芸人「柊リズム」。元はコンビ芸人だったのだが相方に逃げられたため、現在はピン芸人として活動している。
普段は気弱でおとなしく何事も悪い方に捉えるネガティブな性格だが、舞台の上では競馬騎手用のムチを片手に別人のようなキレ芸を見せる。
多少ドジっ娘気味でありプレッシャーにも弱い。
木下 雨月（キノシタ ウヅキ）
ピン芸人「卯月社」。元は柊とコンビを組んでいたが、冗談をいちいち真に受ける柊とはお笑いがやりづらくコンビ解消となった。
小柄だが、かなりクールで辛辣な性格である。
城山 初音（シロヤマ ハツネ）
漫才コンビ「マドモアゼル」の片割れ。
城山 華音（シロヤマ カノン）
漫才コンビ「マドモアゼル」の片割れ。
西川 愛美（ニシカワ マナミ）
ユキ達のクラスメートで生徒会役員。後に生徒会長に就任した。金髪ロングで眼鏡をかけている。
ユキ達にかなり厳しく、ユキ以外の3人には敬遠されている。
しかしチェルシーとしての活動を目の当たりにすることで彼女たちへの理解を深めていった。
チェルシー以外の人に対しては元々人当たりが良い。
清水 ちひろ（シミズ チヒロ）
ユキ達のクラスメート。
地味で目立たない性格だったが学園祭でのチェルシーの活躍に影響され生徒会副会長に立候補。チェルシーの応援も手伝って当選。
西川に対しては会長副会長という関係以上の強い憧れを抱いている模様。
前園 美樹（マエゾノ ミキ）
絹陽高校1年生にして学園祭実行委員。
学園祭ライブの司会を務めるハイテンション少女。
小林 雅人（コバヤシ マサト）
絹陽高校の男性教諭。ユキ達の担任。常識人でユキ達の奇行に頭を悩ませている。
夏目 綾子（ナツメ アヤコ）
絹陽高校の女性教諭。ユキ達の去年の担任である。
ユキ達に理解があるが、出勤前にバーゲンに寄るなど教師としてはどこかいい加減な所がある。

## 単行本
芳文社より「まんがタイムKRコミックス」として刊行されている。
- 第1巻 - 2009年11月27日発売 ISBN 978-4-8322-7864-6
- 第2巻 - 2010年9月27日発売 ISBN 978-4-8322-7946-9

## 読み切り作品
『まんがタイムきららキャラット』2009年7月号、2009年8月号には、本作と同じ掲載誌で連載されているきゆづきさとこの漫画『GA 芸術科アートデザインクラス』のアニメ化を記念して、シバユウスケによる、本作の登場人物たちが同作のアニメ制作現場やアフレコ現場を取材し、同アニメのスタッフや声優、原作者にインタビューを行うという内容の漫画が掲載された。この漫画は後に『GA 芸術科アートデザインクラス TVアニメビジュアルガイドブック』（ISBN 978-4-8322-7871-4）に収録されている。